# Pararge anophthalma
Pararge anophthalma är en fjärilsart som beskrevs av Charles Oberthür 1909. Pararge anophthalma ingår i släktet Pararge och familjen praktfjärilar. Inga underarter finns listade i Catalogue of Life.